# Czombrów

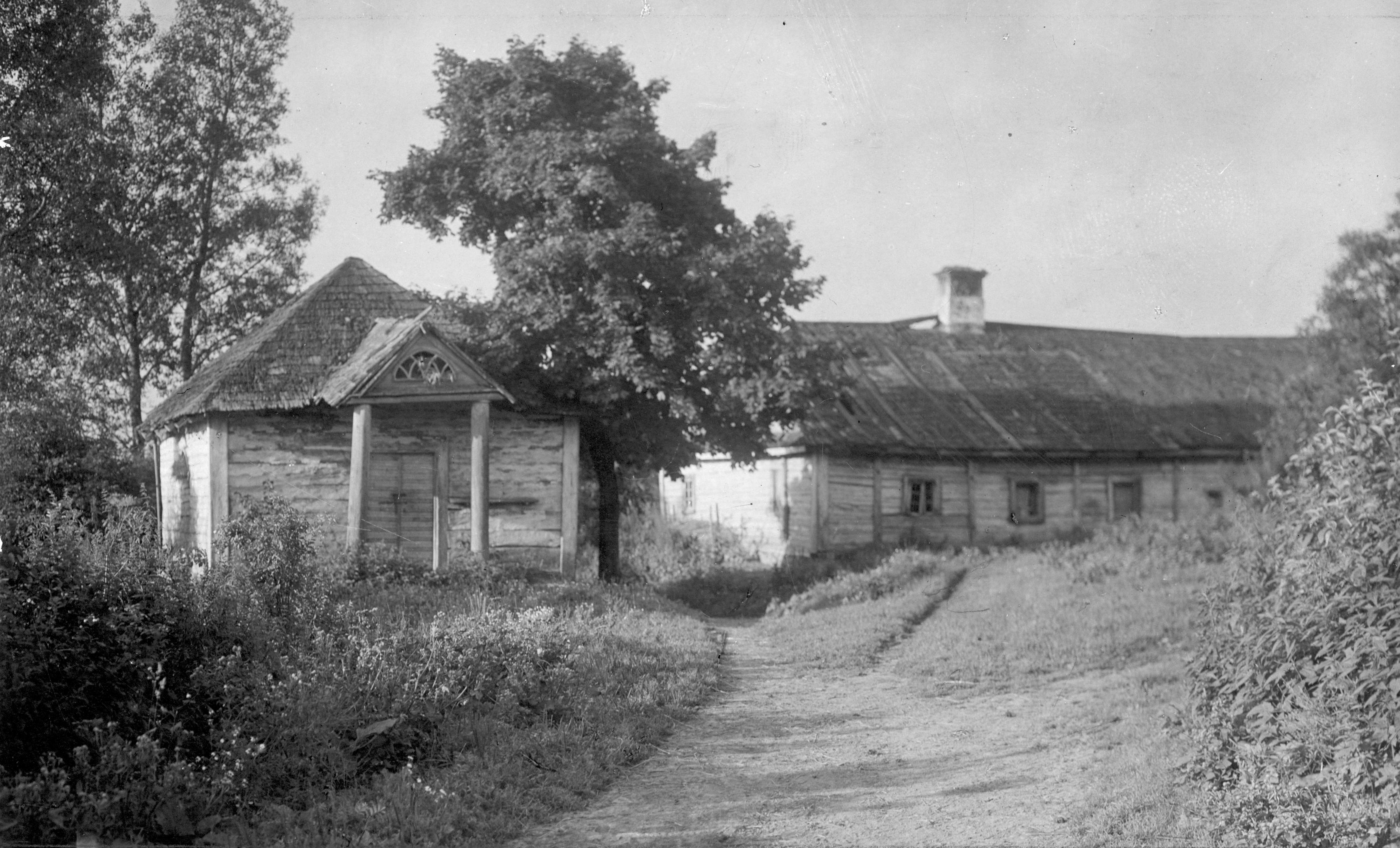
Karczma w Czombrowie, 1931–1932,
fot. Jan Bułhak, ze zbiorów NAC

Czombrów (biał. Чамброва; ros. Чемброво) – nieistniejący obecnie majątek na Białorusi, w rejonie nowogródzkim obwodu grodzieńskiego, około 14 km na południe od Nowogródka. Tamtejszy dwór był najprawdopodobniejszym pierwowzorem Soplicowa w Panu Tadeuszu Adama Mickiewicza.

## Historia
Najdawnieszymi dziś znanymi właścicielami majątku Czombrów byli Kurczowie herbu Radwan, z których najwybitniejszym przedstawicielem był zmarły w 1702 roku Stefan Kazimierz Kurcz, od 1682 roku wojewoda brzeskolitewski, prawdopodobny dziedzic Czombrowa, fundator kościoła w pobliskiej Walówce w 1685 roku. W XVIII i na początku XIX wieku dobra te należały do rodziny Uzłowskich, a w XIX wieku drogą zakupu przeszły na Karpowiczów. Pierwszym właścicielem Czombrowa należącym do tej rodziny był palestrant nowogródzki Kazimierz Karpowicz. Jego syn, Julian, a następnie wnuk, Karol (zm. w 1941 roku w głębi Rosji), i prawnuk Janusz byli kolejnymi, ostatnimi już właścicielami majątku.
Przed rozbiorami Czombrów wchodził w skład województwa nowogródzkiego Wielkiego Księstwa Litewskiego. Po III rozbiorze Polski w 1795 roku znalazł się na terenie powiatu nowogródzkiego, należącego do guberni słonimskiej (1796), litewskiej (1797–1801), a później grodzieńskiej i mińskiej Imperium Rosyjskiego. Po ustabilizowaniu się granicy polsko-radzieckiej w 1921 roku Czombrów znalazł się w granicach II Rzeczypospolitej, należał do gminy Rajce powiatu nowogródzkiego województwa nowogródzkiego. Od 1945 roku – w ZSRR, od 1991 roku – na terenie Republiki Białorusi.
Dwór został spalony przez partyzantkę sowiecką w 1943 roku. Jedyną pozostałością są resztki cmentarza i ruina kapliczki cmentarnej oraz kilka starych dębów.

## Dawny dwór
W XVII–XVIII wieku na wzgórzu panującym nad okolicą, zwanym „Horodyszczem”, Kurczowie wybudowali zamek, jego ślady były zachowane do XIX wieku.
Uzłowscy lub pierwszy z Karpowiczów, palestrant z Nowogródka, zbudował również na wzgórzu, niedaleko ruin zamku Kurczów, drewniany klasycystyczny dwór. Był to dziewięcioosiowy dom na planie prostokąta, na podmurówce. Trójosiowa część centralna była podniesiona, z pięterkiem. Przed nią był portyk w wielkim porządku, którego trójkątny przyczółek z okrągłym okienkiem był podtrzymywany przez dwie pary kolumn. Pod portykiem był wysunięty do przodu taras. Dom był przykryty wysokim gontowym dachem czterospadowym.
We wnętrzu było dziesięć pomieszczeń w układzie amfiladowym, większość ich wyposażenia przepadała w czasie I wojny światowej. Schody na piętro znajdowały się na lewo od centralnie położonej sieni wejściowej. Sufit sieni zdobił drewniany gołąb symbolizujący Ducha Świętego, przeniesiony tu z podominikańskiego kościoła z pobliskiej Walówki, przemianowanego na cerkiew. Na osi sieni, od strony ogrodu, mieścił się salon. Z salonu na lewo były drzwi do gabinetu pana domu, a w prawo – do pokoju zwanego „zielonym salonikiem”. Jadalnia położona była od frontu, na prawo od sieni.
Właściwego parku w Czombrowie nie było. Z tyłu domu znajdował się ogród kwiatowy i owocowy o powierzchni kilku hektarów, z licznymi grupami starych drzew, szpalerami i aleją lipową. Przed domem urządzono duży kolisty trawnik obsadzony krzewami i włoskimi topolami. Po obu stronach domu znajdowały się budynki gospodarcze: po lewej – oficyna, po prawej – ozdobiony galerią o sześciu filarach budynek, w którym mieściły się wozownie, stajnie i spichrz.
Huragan, jaki przeszedł przez Nowogródczyznę w 1927 roku zniszczył 80 starych drzew. 
Dwór został zniszczony przez sowieckich partyzantów w 1943 roku.
Majątek w Czombrowie jest opisany w 2. tomie Dziejów rezydencji na dawnych kresach Rzeczypospolitej Romana Aftanazego. Dwór w Czombrowie i jego mieszkańcy zostali opisani w książce Joanny Puchalskiej Dziedziczki Soplicowa, w 180. rocznicę wydania Pana Tadeusza (Muza, Warszawa, 2014, ISBN 978-83-7758-778-2).

## Związek z twórczością Adama Mickiewicza
Dwór w Czombrowie jest najbardziej prawdopodobnym pierwowzorem Soplicowa. Opisy dworu Sopliców w „Panu Tadeuszu” pasują prawie idealnie do dworu w Czombrowie. Możliwe, że pierwowzorem zamku Horeszków była również ruina pobliskiego zamku Kurczów na Horodyszczu. W czasie dzieciństwa Adama Mickiewicza, majątek należał do Uzłowskich, Aniela Uzłowska była matką chrzestną Adama. Jego dziadek, Mateusz Majewski był ekonomem dworu w Czombrowie. Córka Mateusza, Basia, matka poety, była we dworze panną apteczkową. Zapewne wiele opowiadała swojemu późniejszemu synowi o Czombrowie. Jest bardzo prawdopodobne, że właśnie w Czombrowie po raz pierwszy w życiu Mickiewicz widział większy dwór, Zaosie bowiem było jedynie niewielkim folwarczkiem. Dwór czombrowski z całą pewnością leżał na trasie szkolnych wycieczek Mickiewicza, który często tu bywał.
W Czombrowie Ryszard Ordyński dokonał pierwszej ekranizacji Pana Tadeusza w 1928 roku. Jak powiedział reżyser: „w rolach statystów wystąpili nawet jego mieszkańcy, wnukowie mickiewiczowskich bohaterów”.